# Công đồng Constantinopolis V
Công đồng Constantinople V (1341-1351) cũng được gọi là Công đồng Hesychast hoặc Công đồng Palamite đôi khi cũng được gọi Công đồng chung thứ IX. Công đồng diễn ra ở Nhà thờ Haghia Sophia được triệu tập bởi Hoàng đế La Mã Andronicus III, chủ trì là Thượng Phụ Đại Kết John Calecas, và sự tham dự của các Thượng phụ Alexandria, Antioch và Jerusalem, và một số giám mục và các bề trên tu viện, bao gồm cả Thánh Gregory Palamas.
Công đồng này lên án Barlaam thành Calabria, người tin rằng ánh sáng của Mt. Tabor được tạo ra; chỉ trích Lời cầu nguyện với Chúa Giêsu (Jesus Prayer) là một âm mưu của phái Bogomils, và không rao giảng Chúa Kitô là Thiên Chúa. Hoàng đế Andronicus chết sau phiên họp đầu tiên của công đồng cho nên trên thực tế kỳ họp thứ hai đã được triệu tập bởi Hoàng đế La Mã John VI Cantacuzene, và chủ trì bởi Thượng Phụ John Calecas. Công đồng này còn lên án Acindynus, người có khuynh hướng trái ngược lại với Barlaam thành Calabria. Acindynus tin rằng ánh sáng của Mt. Tabor mang bản chất thần thánh hơn sự sáng tạo của Thiên Chúa và năng lượng ấy rõ ràng là từ bản chất thiêng liêng của chính anh ta.